# You Better Ask Somebody
Albums de Yo-Yo
Black Pearl
(1992) Total Control
(1996)
Singles
1. West Side Story
Sortie : 1993
2. The Bonnie and Clyde Theme
Sortie : 1993

You Better Ask Somebody est le troisième album studio de Yo-Yo, sorti le 22 juin 1993.
L'album s'est classé 21e au Top R&B/Hip-Hop Albums et 107e au Billboard 200.

## Liste des titres
| No  | Titre                                           | Contient un (des) sample(s) de | Durée |
| --- | ----------------------------------------------- | --- | ----- |
| 1.  | IBWin' Wit My Crewin'                           | Born to Be Blue de Jack Bruce | 3:56  |
| 2.  | Can You Handle It?                              | | 3:04  |
| 3.  | Westside Story                                  | Sir Nose D'Voidoffunk [Pay Attention - B3M] de Parliament The Predator d'Ice Cube                                                                                       | 4:53  |
| 4.  | Mackstress                                      | Do That Stuff de Parliament Sing a Simple Song de Sly & the Family Stone Top Billin' d'Audio Two                                                                        | 3:51  |
| 5.  | 20 Sack                                         | | 3:10  |
| 6.  | You Better Ask Somebody                         | Turtle Walk de Lou Donaldson | 3:28  |
| 7.  | They Shit Don't Stink                           | Rump Shaker de Wreckx-N-Effect featuring Teddy Riley | 3:40  |
| 8.  | Letter to the Pen (featuring Martin Lawrence)   | Impeach the President des Honey Drippers Nuthin' but a 'G' Thang de Dr. Dre featuring Snoop Dogg Funky Worm des Ohio Players La Di Da Di de Doug E. Fresh et Slick Rick | 3:38  |
| 9.  | Givin' It Up                                    | Just Funnin de Mtume Baby de Cheryl Lynn Sir Nose D'Voidoffunk [Pay Attention - B3M] de Parliament                                                                      | 3:41  |
| 10. | Pass It On                                      | Give Me Some Emotion de Webster Lewis Poison de Bell Biv DeVoe | 4:02  |
| 11. | Girls Got a Gun                                 | Run, Nigger des Last Poets Shotgun de Los Lobos Raw de Big Daddy Kane                                                                                                   | 2:56  |
| 12. | The Bonnie and Clyde Theme (featuring Ice Cube) | Master Rocker de Bernard Wright Think (About It) de Lyn Collins The Payback de James Brown Hole in the Head de Cypress Hill                                             | 4:12  |